# Congress (Ohio)
Congress es una villa ubicada en el condado de Wayne en el estado estadounidense de Ohio. En el Censo de 2010 tenía una población de 185 habitantes y una densidad poblacional de 452,08 personas por km².

## Geografía
Congress se encuentra ubicada en las coordenadas 40°55′31″N 82°3′21″O / 40.92528, -82.05583. Según la Oficina del Censo de los Estados Unidos, Congress tiene una superficie total de 0.41 km², de la cual 0.41 km² corresponden a tierra firme y (0%) 0 km² es agua.

## Demografía
Según el censo de 2010, había 185 personas residiendo en Congress. La densidad de población era de 452,08 hab./km². De los 185 habitantes, Congress estaba compuesto por el 97.3% blancos, el 0.54% eran afroamericanos, el 0% eran amerindios, el 0.54% eran asiáticos, el 0% eran isleños del Pacífico, el 0% eran de otras razas y el 1.62% pertenecían a dos o más razas. Del total de la población el 2.7% eran hispanos o latinos de cualquier raza.